# Zisterzienserinnenkloster Lazkao
Das Zisterzienserinnenkloster Lazkao ist seit 1646 ein Kloster der Zisterzienserinnen in Lazkao (spanisch: Lazcano), Provinz Gipuzkoa im Baskenland in Spanien.

## Geschichte
Doña María de Lazkano, die Witwe des Admirals Antonio de Oquendo, stiftete 1646 das Nonnenkloster Santa Ana in Lazkao bei Beasain, 40 km südwestlich San Sebastián, und war dort von 1658 bis zu ihrem Tod 1664 selbst Nonne. Das Kloster wurde von den  Bernardas Recoletas des Reformklosters Santa Ana in Valladolid besiedelt, schloss sich aber später der Allgemeinen Observanz der Zisterzienser an. Prunkstücke der 1716 eingeweihten barocken Kirche sind drei Flügelaltäre. Das Kloster (in der Straße Elosegi Kalea) steht seit 1994 unter Denkmalschutz. 2012 nahm das Kloster den verbleibenden Konvent des Klosters Barria auf. Äbtissin der derzeit 20 Nonnen ist Kandida Saratxaga.